# والت كيرك
والت كيرك (بالإنجليزية: Walt Kirk)‏ مواليد 3 سبتمبر 1924 في ماونت فيرنون، إلينوي - الوفاة 12 ديسمبر 2012، كان مدرب كرة سلة أمريكي ولاعب. بدأ مسيرته الاحترافية في سنة 1947. بلغ طوله 6 قدم 3 بوصة (1.9 م). اعتزل اللعب في 1952. لعب مع ديترويت بيستونز في موسم 1947–1948، ثم لعب مع أتلانتا هوكس في موسم 1949–1950.

## روابط خارجية
- والت كيرك على موقع إن بي أي (الإنجليزية)
- والت كيرك على موقع سبورتس رفرنس (الإنجليزية)
- والت كيرك على موقع ريلجم (الإنجليزية)
- والت كيرك على موقع بروبوليرز (الإنجليزية)
- والت كيرك على موقع سبورتس رفرنس (الإنجليزية)